# Halfdan Kjerulf
Halfdan Kjerulf född 17 september 1815 i Kristiania, död 11 augusti 1868, var en norsk tonsättare. Kjerulf skolades i Köpenhamn hos Gade och i Leipzig hos Mendelssohn. Han komponerade i klassisk nationalromantisk stil och skrev ett hundratal solosånger, bland annat Nøkken och Ingrids vise även cirka 30 manskörskompositioner samt tio häften karaktärsstycken för piano. Han räknas som en föregångare till Grieg. Han var bror till Theodor Kjerulf. Kjerulf var Den norske Studentersangforenings första dirigent, 1845–1849. Kjerulf invaldes den 24 februari 1865 som ledamot nr 406 av Kungliga Musikaliska Akademien.
Han tilldelades Litteris et Artibus 1863.